# Cryptocellus florezi
Espèce
Cryptocellus florezi est une espèce de ricinules de la famille des Ricinoididae.

## Distribution
Cette espèce est endémique du département de Caquetá en Colombie. Elle se rencontre vers San Vicente del Caguán.

## Description
Le mâle holotype mesure 3,74 mm et la femelle paratype 4,37 mm.

## Étymologie
Cette espèce est nommée en l'honneur d'Eduardo Flórez Daza.

## Publication originale
- Platnick & Garcia, 2008 : Taxonomic notes on Colombian Cryptocellus (Arachnids, Ricinulei). Journal of Arachnology, vol. 36, no 1, p. 145-149 (texte intégral).